# Echinopsis spachiana
Echinopsis spachiana Lem.) H.Friedrich & G.D.Rowley es una especie de planta fanerógama de la familia Cactaceae.

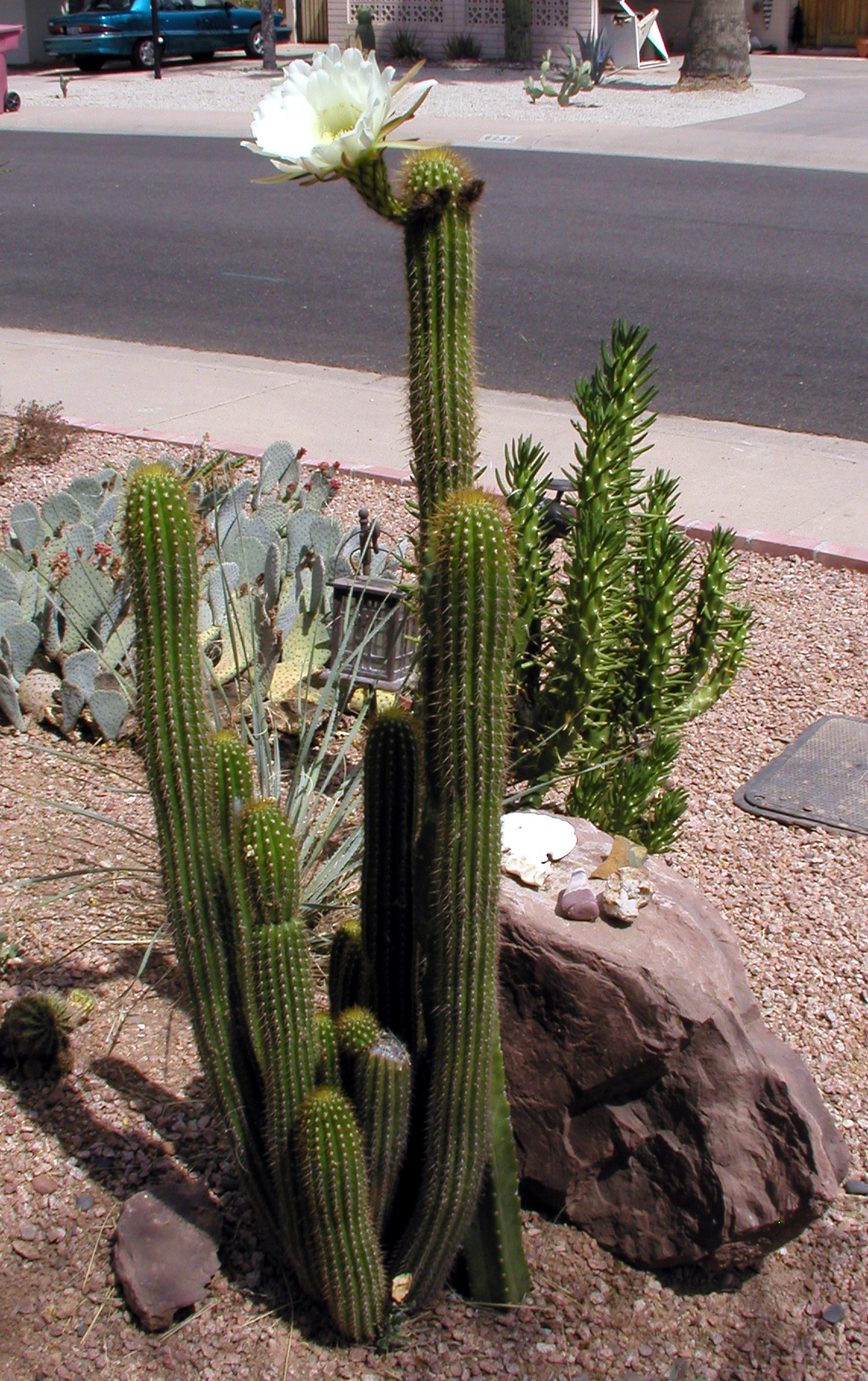
Vista de la planta

## Distribución
Es nativa de Catamarca, Jujuy, La Rioja, Mendoza, Neuquén, Salta, San Juan y Tucumán en  Argentina. Es una especie común que se ha extendido por todo el mundo.

## Características
Cactus de porte columnar, se ramifica en numerosos tallos que surgen de la base. Alcanzan los 5 a 6 cm de diámetro y hasta 2 m de altura, de color verde lima.  Posee de 10 a 15 costillas con areolas amarillentas que se vuelven grises con la edad, 1 a 3 espinas centrales de 12 mm de largo y 8 a 10 radiales del mismo tamaño de color dorado. Las flores, de hasta 20 cm de largo y 15 de diámetro son blancas, de hábito nocturno y surgen a finales de la primavera.

## Observaciones
Le dicen antorcha dorada por el color de tono amarillo de sus espinas. Contiene alcaloides. Temperatura media mínima 10 °C. Sol moderado. Poca agua y buen drenaje.

## Taxonomía
Echinopsis spachiana fue descrita por (Lem.) H.Friedrich & G.D.Rowley y publicado en International Organization for Succulent Plant Study Bulletin 3(3): 98. 1974.
Etimología
Ver: Echinopsis
spachiana epíteto otorgado en honor del botánico francés Édouard Spach.
Sinonimia
- Cereus spachianus Lem. 1840
- Echinocereus spachianus  (Lem.) Rümpler 1885
- Trichocereus spachianus  (Lem.) Riccob. 1909
- Cereus santiaguensis Speg. 1905
- Trichocereus santiaguensis  (Speg.) Backeb. 1959
- Echinopsis santiaguensis  (Speg.) H.Friedrich & G.D.Rowley 1974[3][4]